# Michał Filek
Michał Filek (ur. 25 sierpnia 1916 w Nowych Dworach, koło Wadowic, zm. 6 sierpnia 2003) – polski piłkarz, pomocnik i obrońca.
Przez wiele lat był piłkarzem Wisły Kraków, debiutował jeszcze przed wojną. W 1947 jedyny raz wystąpił w reprezentacji Polski. 11 czerwca zagrał w meczu - pierwszym powojennym Polaków - z Norwegią.